# Игор Миленковић
Игор Миленковић (Лепосавић, 1972/1973 — Бањска, 24. септембар 2023) био је Србин са Косова и Метохије и возач санитета у Клиничко-болничком центру Косовска Митровица. Погинуо је у окршају против косовске полиције и специјалних снага у Бањској 24. септембра 2023. године.

## Биографија
Рођен је 1972. или 1973. године у Лепосавићу. Током рата на Косову и Метохији и НАТО агресије на СРЈ био је припадник 125. моторизоване бригаде Приштинског корпуса. Радио је као возач санитета у Клиничко-болничком центру Косовска Митровица.
Погинуо је заједно са Стефаном Недељковићем и Бојаном Мијаиловићем окршају против косовске полиције и специјалних снага у Бањској 24. септембра 2023. године. Сахрањен је 1. октобра у селу Граничане код Лепосавића.
Био је отац двоје деце.